# Mái nhà
Mái nhà hay nóc nhà là bộ phận bao phủ phần trên cùng của một tòa nhà. Mái nhà được xây dựng, thiết kể để bảo vệ công trình nhà khỏi ảnh hưởng của thời tiết. Các cấu trúc có mái che được ghi nhận từ một hộp thư (thùng thư) cho đến một nhà thờ hoặc sân vận động trong đó nhà ở là phổ biến nhất.
Trong hầu hết các nước, mái nhà bảo vệ chủ yếu chống lại mưa. Tùy thuộc vào kết cấu của tòa nhà, mái nhà cũng có thể thiết kế để bảo vệ chống lại nhiệt, ánh sáng mặt trời, tuyết, thời tiết lạnh và gió. Nhiều cấu trúc xây dựng có thể sử dụng tấm lợp để bảo vệ chống lại nắng, gió và mưa nhưng có thể tiếp nhận một phần ánh sáng hoặc một mái hiên có mái che bằng vật liệu bảo vệ chống lại ánh sáng mặt trời, nhưng tiếp nhận các yếu tố khác như gió, nhiệt độ.

## Nguyên gốc từ
Từ "roof" trong tiếng Anh cổ hrof có nghĩa là 'mái nhà, trần nhà, đỉnh, chóp; thiên đường, bầu trời', cũng được sử dụng theo nghĩa bóng, 'đỉnh cao của điều gì đó', từ Proto-Germanic *khrofam (cf. tiếng Hà Lan roef 'nhà trên tàu, cabin, nắp quan tài', Tiếng Thượng Giéc-man Trung cổ rof 'nhà mái chóp', tiếng Bắc Âu cổ hrof 'nhà chứa thuyền'). Không có sự kết nối rõ ràng ngoài nhánh tiếng Germanic. "Chỉ có tiếng Anh giữ lại từ này với ý nghĩa chung, trong khi các ngôn ngữ khác sử dụng các hình thức tương ứng với OE. þæc nghĩa là rơm".

## Đại cương
Các đặc tính của một mái nhà phụ thuộc vào mục đích của việc xây dựng nó bao gồm: vật liệu lợp mái sẵn có và vật liệu xây dựng truyền thống và hiện đại. Mái nhà không chỉ có chức năng che chắn mưa nắng, cách nhiệt, đảm bảo an toàn bền vững cho ngôi nhà và con người trong đó mà còn góp phần quan trọng tạo nên diện mạo kiến trúc và linh hồn của ngôi nhà. Mái nhà góp phần làm nên những bài thơ trong kiến trúc, giai điệu tươi sáng hay trầm đục trong bản nhạc hình khối, không gian.
Các hình dạng của mái nhà khác nhau rất nhiều từ đặc điểm của mỗi vùng. Các yếu tố chính ảnh hưởng đến hình dạng của mái nhà là khí hậu và các vật liệu có sẵn cho cấu trúc mái nhà và phủ bên ngoài. Một số hình dạng cơ bản của mái nhà gồm mái nhà bằng phẳng (mái bằng), mái bầu, mái tam giác, mái cong và mái vòm. Có nhiều biến thể trên các loại này. Vật liệu xây dựng mái nhà có thể là tranh, tre, rơm, rạ, ngói, gỗ cho đến sắt, thép, xi măng, bê tông cốt thép và các loại vật liệu hiện đại như nhựa, kính...
Trong căn nhà, hai cấu trúc quan trọng nhất là tường nhà và mái nhà, theo phong thủy mái nhà chính là nơi tụ khí của toàn thể căn nhà. Bít kín thì khí bế, trống trải thì khí tán, mái nhà trong phong thủy có vị trí rất quan trọng. Theo phong thủy, mái nhà là quyết định cuối cùng cho sự ảnh hưởng của toàn bộ căn nhà lên cuộc sống các thành viên. Mối tương quan hình thể giữa mái nhà và cấu trúc nhà. Theo quan niệm của phong thủy với phương pháp luận của thuyết âm dương ngũ hành, bất luận hình thức ngôi nhà có cấu trúc hình thể như thế nào thì bản chất của ngôi nhà – do cấu trúc bởi những góc vuông - vẫn thuộc Thổ hình. Do đó với những ngôi nhà có tính tương sinh giữa mái nhà và cấu trúc nhà được coi là mối quan hệ hoàn hảo về phong thủy.

## Các bộ phận
Một mái nhà bao gồm hai phần chính: cấu trúc hỗ trợ và lớp vỏ ngoài cùng, hoặc lớp chống nước tối ưu. Trong một số trường hợp hiếm, lớp vỏ ngoài cũng hoạt động như một cấu trúc tự chịu lực.
Cấu trúc của mái nhà thông thường dựa trên các bức tường, tuy nhiên, có một số phong cách kiến trúc, ví dụ như kiểu trắc địa và kiểu khung A, làm mờ ranh giới giữa tường và mái nhà.

### Hỗ trợ

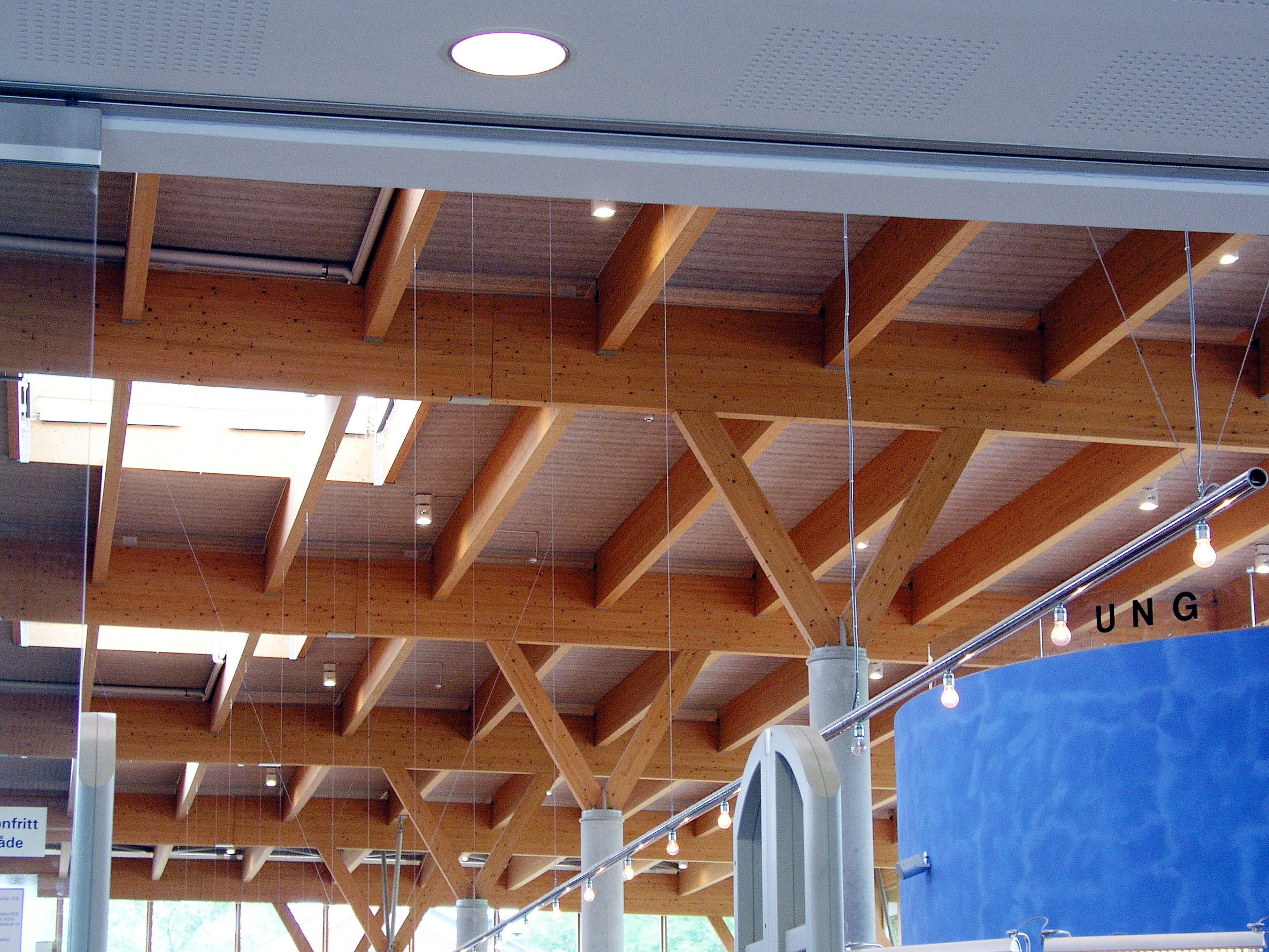
Mái nhà của một thư viện tại Thụy Điển

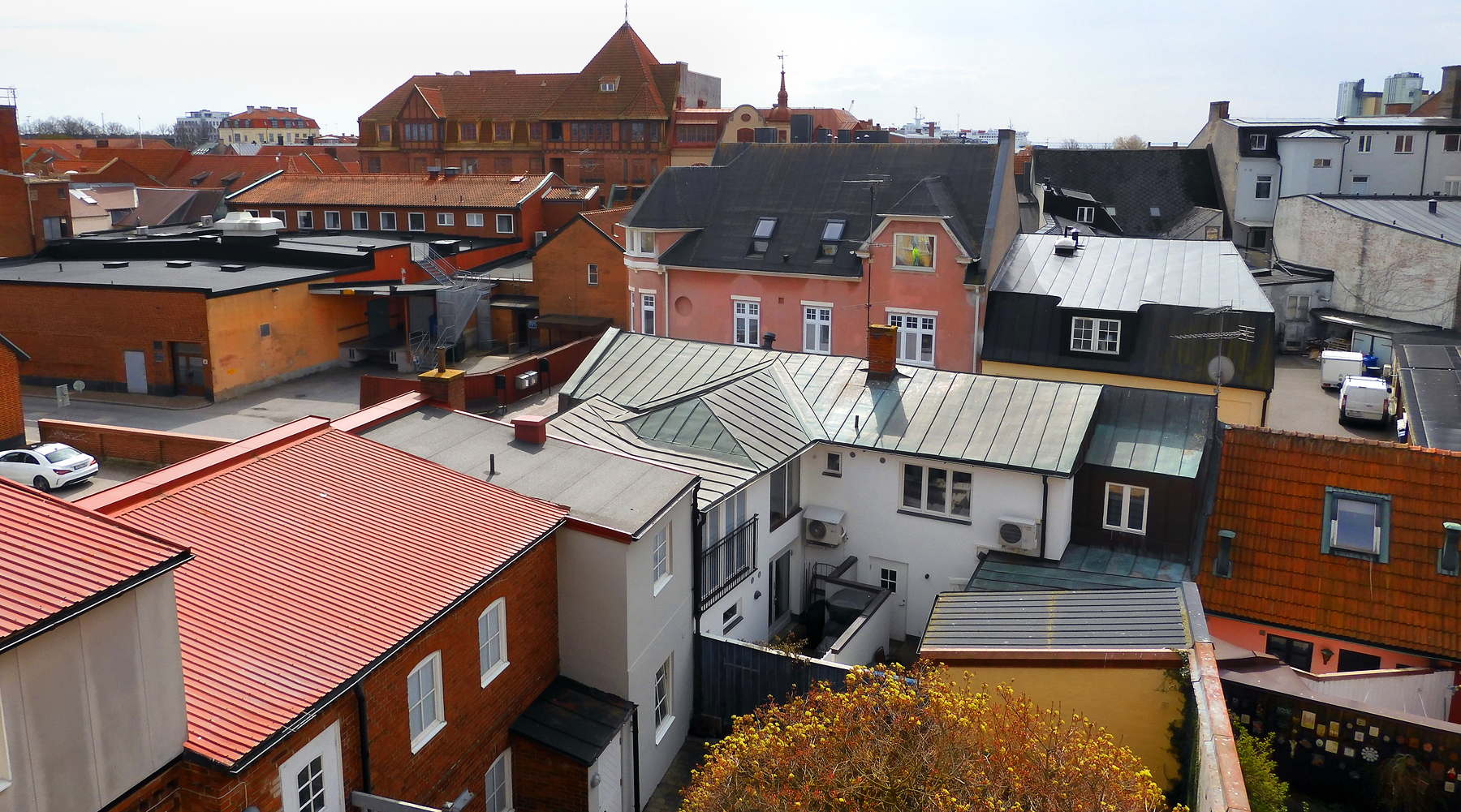
Mái nhà ở trung tâm Ystad 2022.

Cấu trúc hỗ trợ của mái nhà thường bao gồm các dầm dài và chất liệu mạnh, tương đối cứng như gỗ, và kể từ giữa thế kỷ 19, gang hoặc thép. Ở các quốc gia sử dụng tre rộng rãi, độ linh hoạt của vật liệu tạo ra một đường cong đặc trưng cho mái nhà, đặc điểm của kiến trúc Phương Đông.
Gỗ có thể tạo ra nhiều hình dạng mái nhà khác nhau. Cấu trúc gỗ có thể đáp ứng cả chức năng thẩm mỹ lẫn chức năng thực tế, khi được để lộ ra ngoài.
Đá lintels đã được sử dụng để hỗ trợ mái nhà từ thời tiền sử, nhưng không thể cầu nối các khoảng cách lớn. Vòm đá được sử dụng rộng rãi trong thời kỳ La Mã cổ đại, và trong các dạng biến thể có thể được sử dụng để cầu qua khoảng cách lên đến 45 m (140 ft). Vòm đá hoặc hầm, có hoặc không có gò, chiếm ưu thế trong các cấu trúc mái nhà của các công trình kiến trúc lớn trong khoảng 2.000 năm, chỉ nhường chỗ cho dầm sắt với Cách mạng Công nghiệp và việc thiết kế những toà nhà như Paxton's Crystal Palace, hoàn thành vào năm 1851.
Với những cải tiến liên tục trong dầm thép, chúng trở thành cấu trúc hỗ trợ chính cho mái lớn, và cuối cùng cũng là cho các ngôi nhà bình thường. Một hình thức khác của dầm là bê tông cốt thép, trong đó thanh thép được bao bọc trong bê tông, tăng cường sức mạnh dưới căng.

### Lớp ngoài
Phần này của mái nhà thể hiện sự đa dạng lớn tùy thuộc vào nguồn cung cấp vật liệu. Trong kiến trúc dân gian, vật liệu lợp thường là thực vật, chẳng hạn như ngói lợp, loại bền nhất là sea grass với tuổi thọ có thể lên đến 40 năm. Trong nhiều quốc gia châu Á, tre được sử dụng cả cho cấu trúc hỗ trợ và lớp vỏ ngoài nơi các thanh tre cắt đôi được xếp xen kẽ và chồng lên nhau. Ở những khu vực có nhiều gỗ, ngói gỗ, lớp ván và bảng được sử dụng, trong khi ở một số quốc gia, vỏ của một số loại cây có thể được bóc ra thành các tấm dày, nặng và được sử dụng cho việc lợp mái.
Thế kỷ 20 chứng kiến việc sản xuất ngói asphalt shingle gồm nhiều lớp, có thể kéo dài từ ngói mỏng 20 năm đến những ngói dày nhất là ngói tuổi thọ giới hạn, chi phí tùy thuộc vào độ dày và độ bền của ngói. Khi một lớp ngói mòn, chúng thường được gỡ bỏ, cùng với lớp dưới và đinh lợp mái, cho phép cài đặt một lớp mới. Một phương pháp thay thế là cài đặt một lớp mới ngay trên lớp đã mòn. Mặc dù phương pháp này nhanh hơn, nó không cho phép ván lợp mái được kiểm tra và sửa chữa hư hỏng do nước, thường liên quan đến ngói đã mòn. Việc có nhiều lớp ngói cũ dưới một lớp mới khiến cho đinh lợp mái nằm xa hơn so với ván lợp, làm giảm sức cố định của chúng. Mối quan tâm lớn nhất với phương pháp này là trọng lượng của vật liệu thêm vào có thể vượt quá khả năng chịu tải tĩnh của cấu trúc mái và gây sụp đổ. Vì lý do này, các quận sử dụng International Building Code cấm cài đặt mái mới trên mái hiện có đã có hai hoặc nhiều lớp bất kỳ loại vật liệu lợp mái nào; vật liệu lợp mái hiện tại phải được gỡ bỏ trước khi lắp đặt mái mới.
Đá phiến là một vật liệu lý tưởng và bền, trong khi ở dãy núi Alps Thụy Sĩ mái nhà được làm từ những tấm đá khổng lồ, dày vài inch. Mái đá phiến thường được coi là loại mái tốt nhất. Một mái đá phiến có thể kéo dài từ 75 đến 150 năm, thậm chí còn lâu hơn. Tuy nhiên, mái đá phiến thường đắt đỏ để lắp đặt - ở Hoa Kỳ, ví dụ, một mái đá phiến có thể có giá trị bằng cả ngôi nhà. Thường thì, phần đầu tiên của mái đá phiến bị hỏng là đinh cố định; chúng bị ăn mòn, cho phép các tấm đá phiến trượt. Ở Vương quốc Anh, tình trạng này được gọi là "bệnh đinh". Vì vấn đề này, đinh cố định được làm từ thép không gỉ hoặc đồng được khuyến nghị, và thậm chí những đinh này cũng phải được bảo vệ khỏi thời tiết.
Amiang, thường là trong các tấm lợp gợn sóng đã được dính chặt, đã được sử dụng rộng rãi trong thế kỷ 20 như một vật liệu lợp mái rẻ tiền, không cháy với tính cách cách điện tuyệt vời. Sức khỏe và vấn đề pháp lý liên quan đến việc khai thác và xử lý các sản phẩm chứa amiang có nghĩa là nó không còn được sử dụng làm vật liệu lợp mái mới. Tuy nhiên, nhiều mái amiăng vẫn tồn tại, đặc biệt là ở Nam Mỹ và Châu Á.
Những mái nhà được làm từ cỏ cắt (những cái hiện đại được gọi là mái xanh, những cái truyền thống được gọi là mái cỏ) có tính cách cách nhiệt tốt và ngày càng được khuyến khích như một cách "xanh hóa" Trái Đất. Đất và thực vật hoạt động như cách cách nhiệt sống, điều chỉnh nhiệt độ toà nhà. Mái nhà Adobe là mái nhà bằng đất sét, trộn với chất kết dính như rơm hoặc lông động vật, và được bôi phủ lên ván để tạo thành một mái bằng hoặc mái dốc nhẹ, thường là trong các khu vực có lượng mưa thấp.
Ở những khu vực có nhiều đất sét, mái lợp bằng mảnh gạch nung đã trở thành hình thức lợp chính. Việc đúc và nung gạch lợp là một ngành công nghiệp thường liên quan đến nhà máy gạch. Trong khi hình dạng và màu sắc của gạch từng có đặc điểm riêng biệt theo từng vùng, bây giờ gạch của nhiều hình dạng và màu sắc được sản xuất công nghiệp, để phù hợp với sở thích và túi tiền của người mua. Gạch lợp bằng bê tông cũng là một lựa chọn phổ biến, có sẵn trong nhiều phong cách và hình dạng khác nhau.
Kim loại dạng tấm dưới hình thức đồng và chì cũng đã được sử dụng từ hàng trăm năm nay. Cả hai đều đắt nhưng bền, mái đồng rộng lớn của Nhà thờ Chartres, đã oxi hóa thành màu xanh nhạt, đã tồn tại hàng trăm năm. Chì, đôi khi được sử dụng cho mái nhà nhà thờ, thường được sử dụng nhất làm chống thấm ở các thung lũng và xung quanh các lò sưởi trên mái hiên di động gia đình, đặc biệt là những cái mái đá phiến. Đồng được sử dụng cho cùng mục đích.
Trong thế kỷ 19, sắt, được mạ kẽm để tăng khả năng chống gỉ, trở thành một vật liệu chống nước nhẹ, dễ vận chuyển. Chi phí thấp và ứng dụng dễ dàng khiến nó trở thành vật liệu lợp phổ biến nhất trên thế giới. Kể từ đó, nhiều loại mái kim loại đã được phát triển. Mái gạch hoặc mái sắt dạng đứng kéo dài khoảng 50 năm hoặc lâu hơn tùy thuộc vào phương pháp lắp đặt và lớp chống ẩm (lớp lót) được sử dụng và giữa chi phí của mái với gạch lợp và mái đá phiến.
Trong thế kỷ 20, một số lượng lớn vật liệu lợp đã được phát triển, bao gồm mái dựa trên bitum (đã được sử dụng trong các thế kỷ trước), cao su và một loạt các chất tổng hợp như nhựa nhiệt dẻo và sợi thủy tinh.

Lớp ngoài
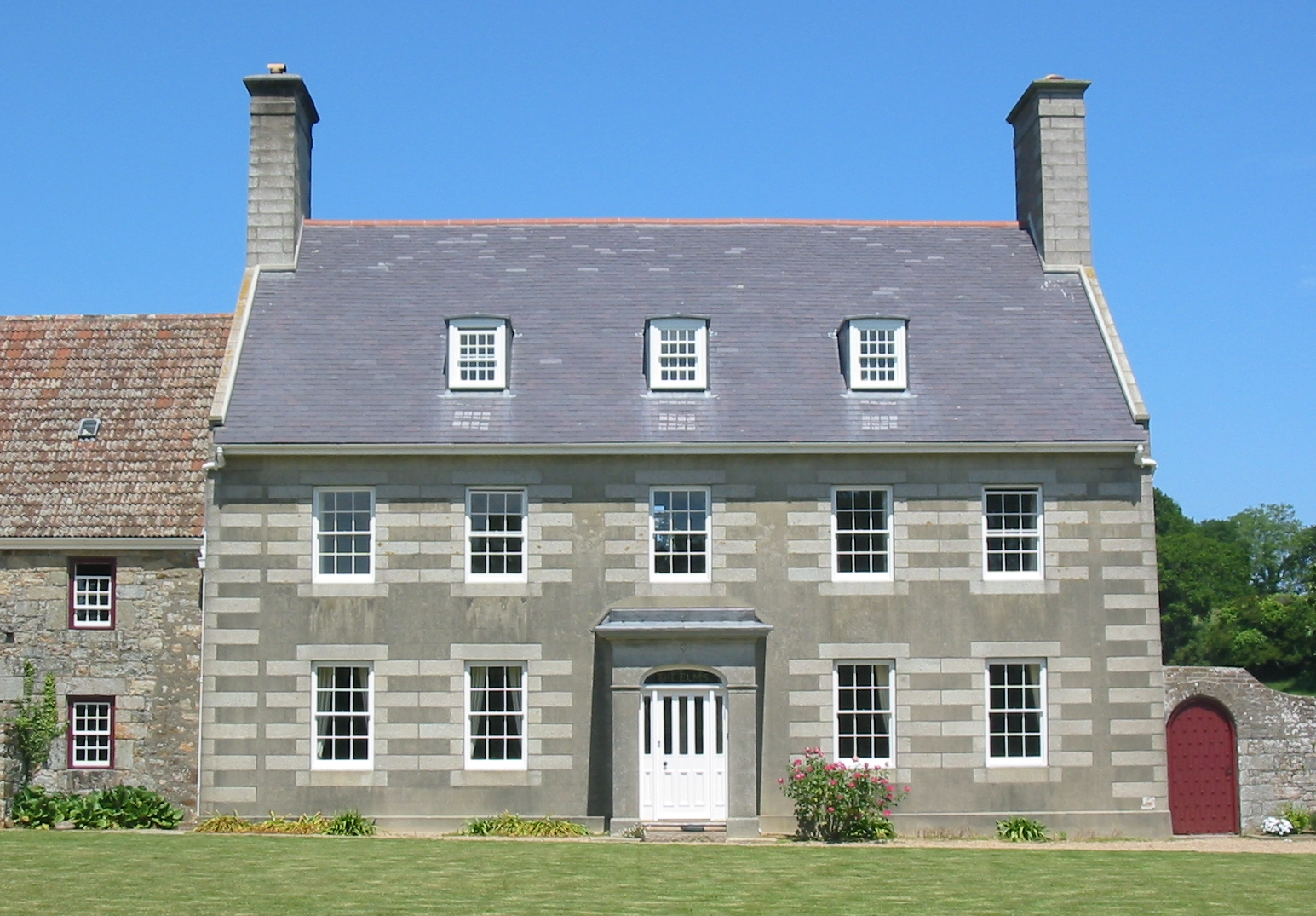
Đá phiến, Jersey
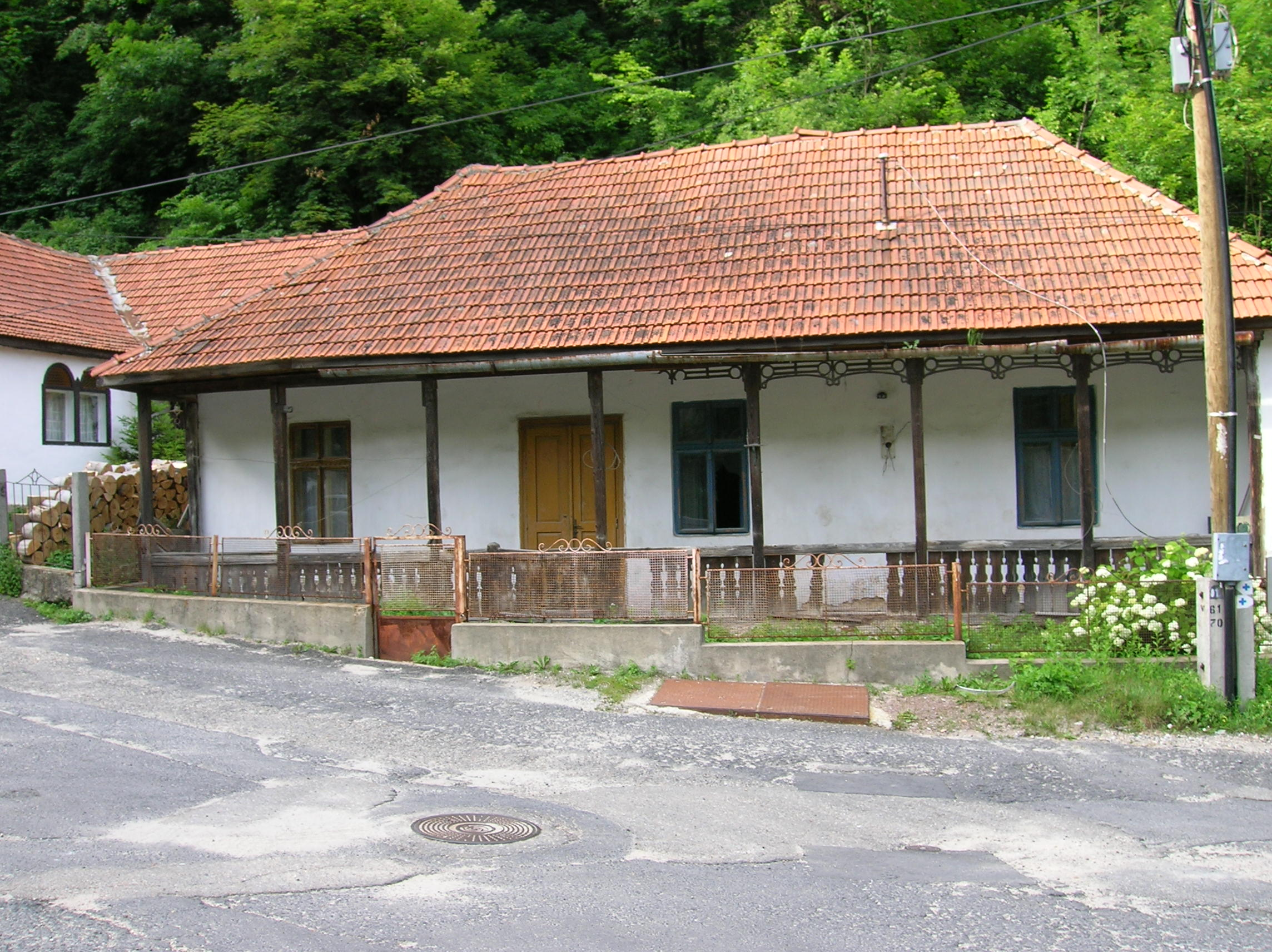
Gạch terracotta, Hungary
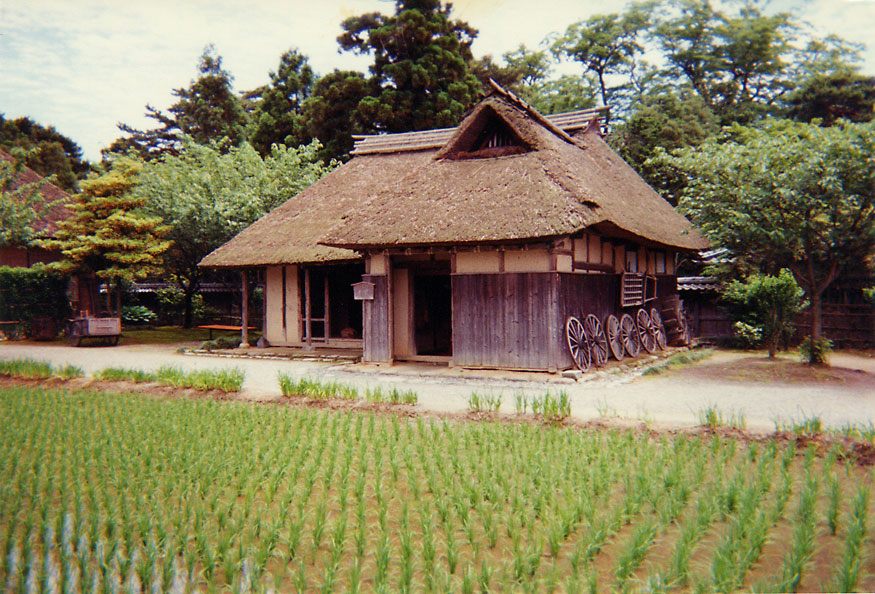
Lợp rơm, sử dụng rơm gạo, Nhật Bản
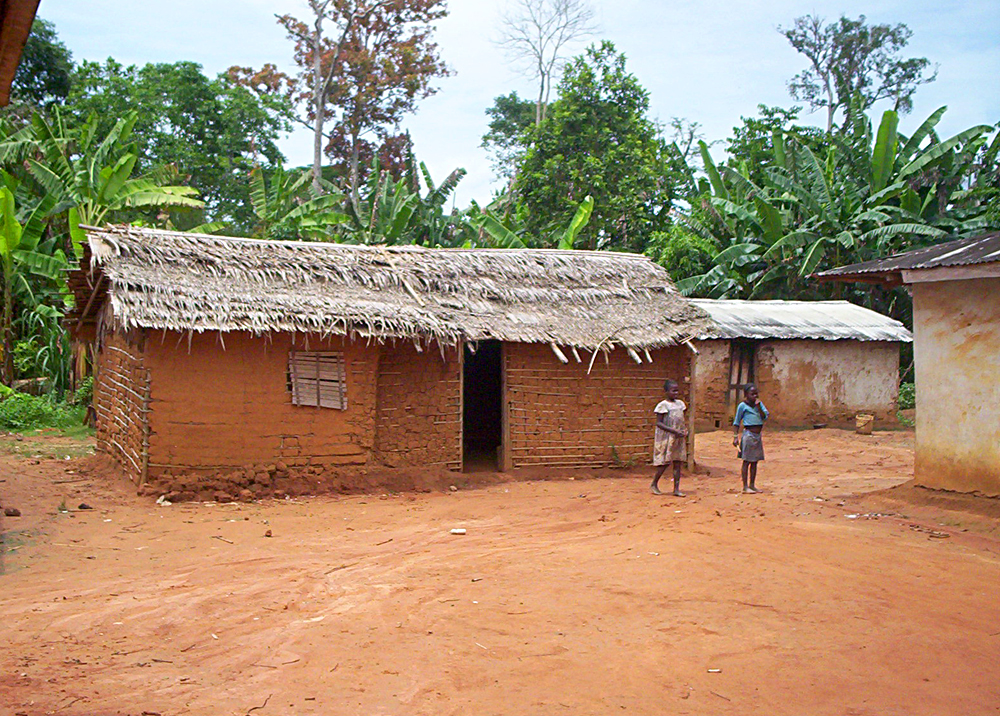
Lá chuối, Cameroon
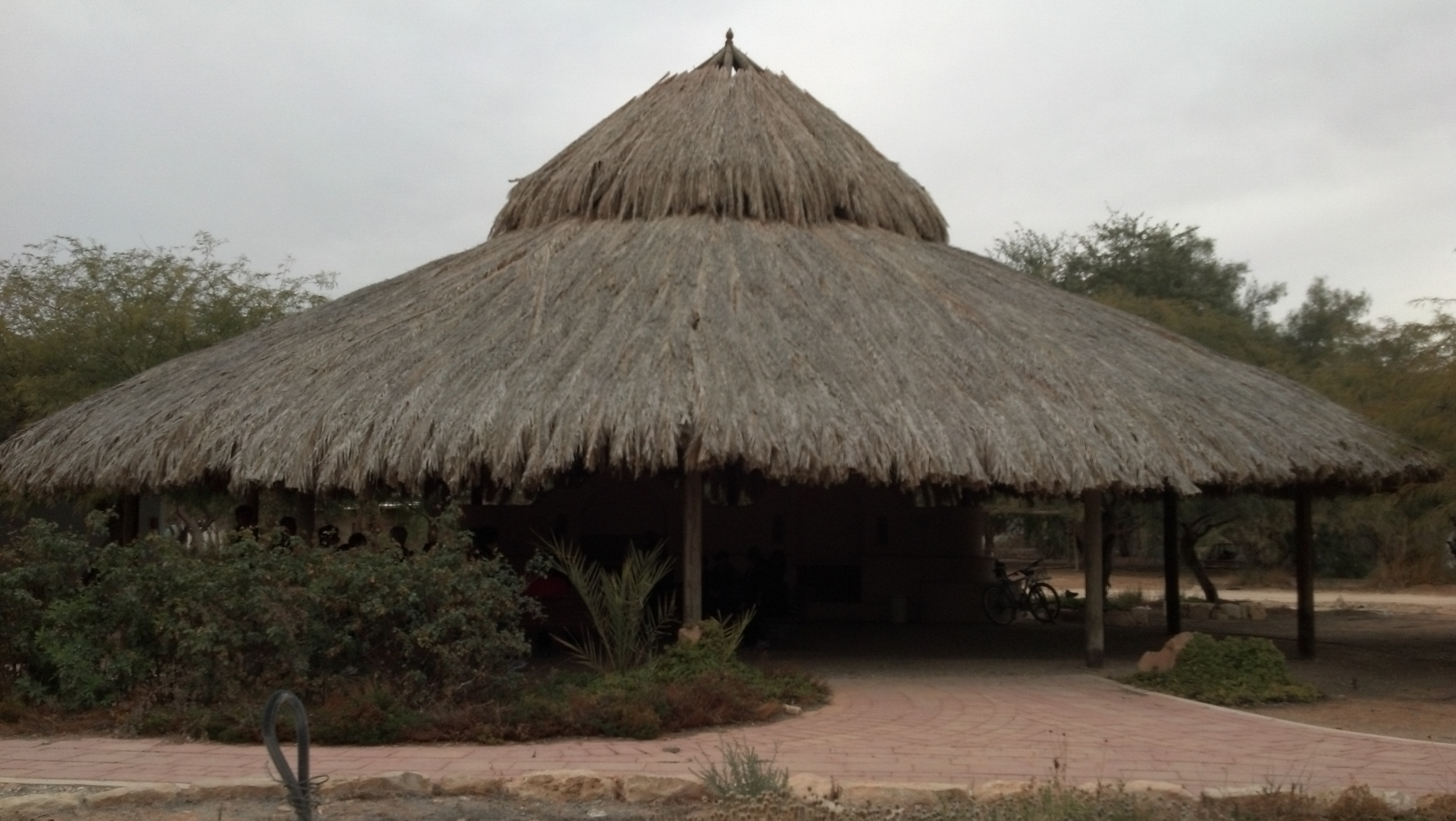
Cành cây cọ dừa, Neot Semadar, Israel
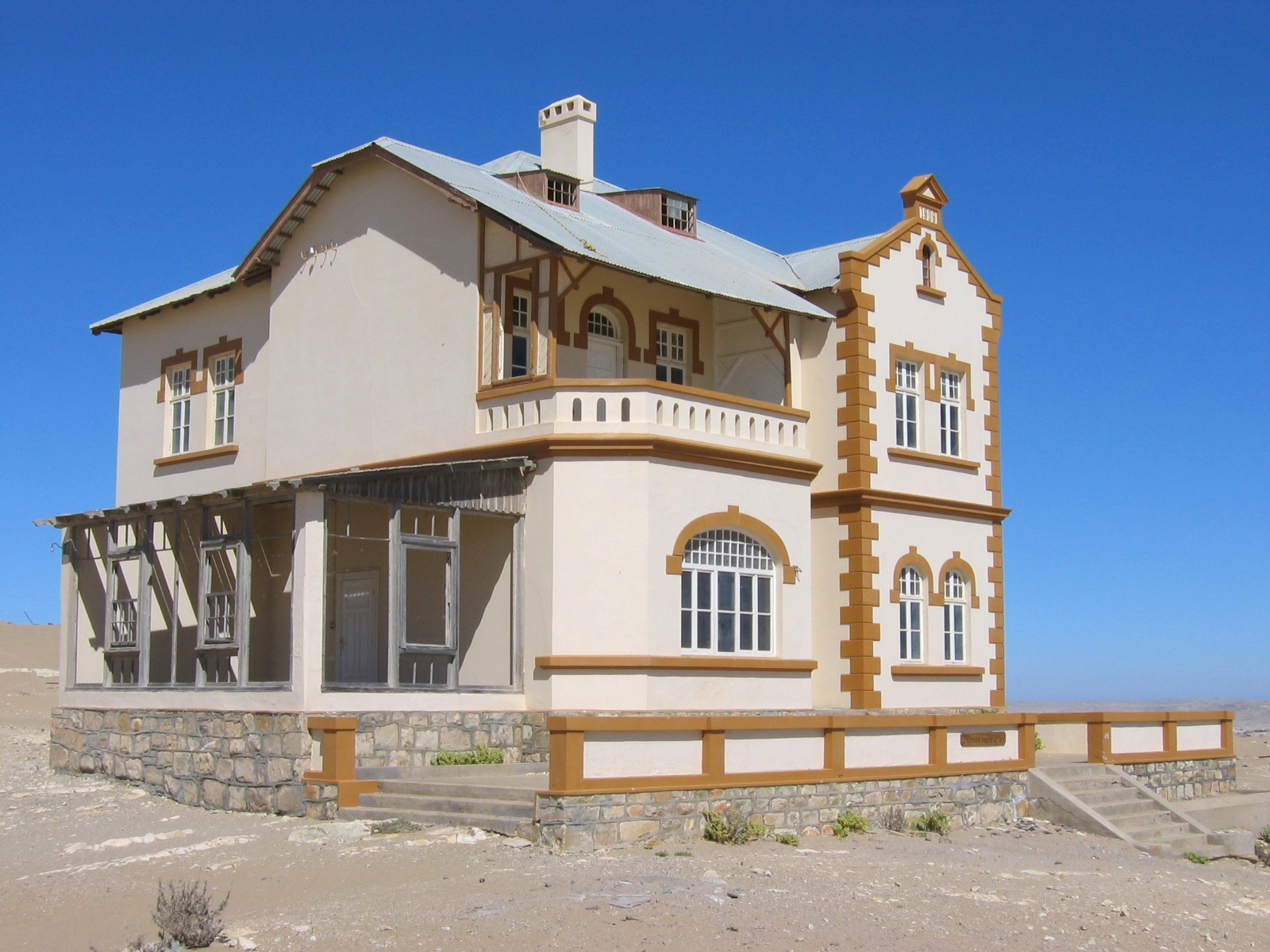
Mái bằng tấm kim loại, Namibia
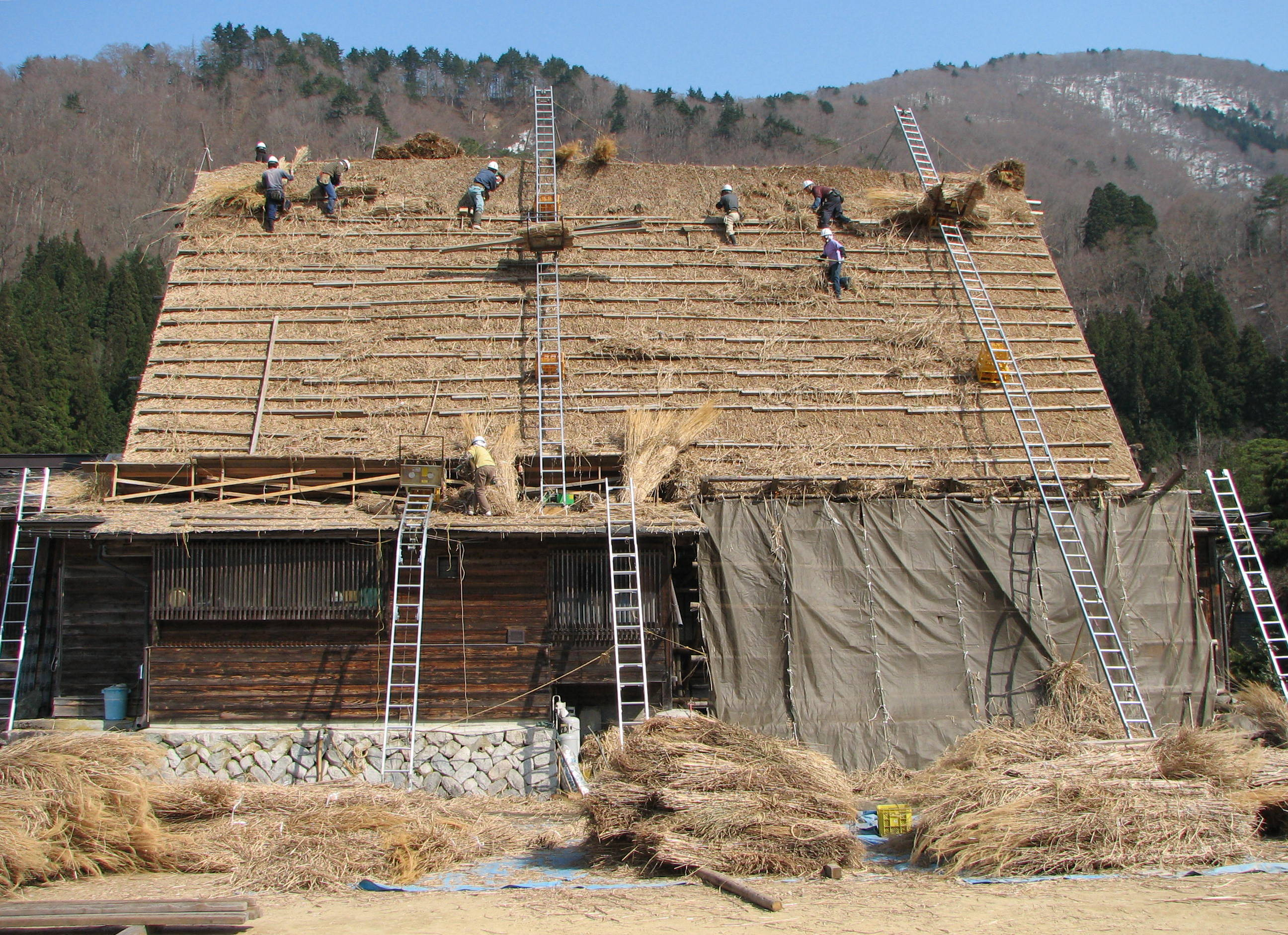
Sửa chữa mái rơm, nhà nông dân Gassho-zukuri, Nhật Bản
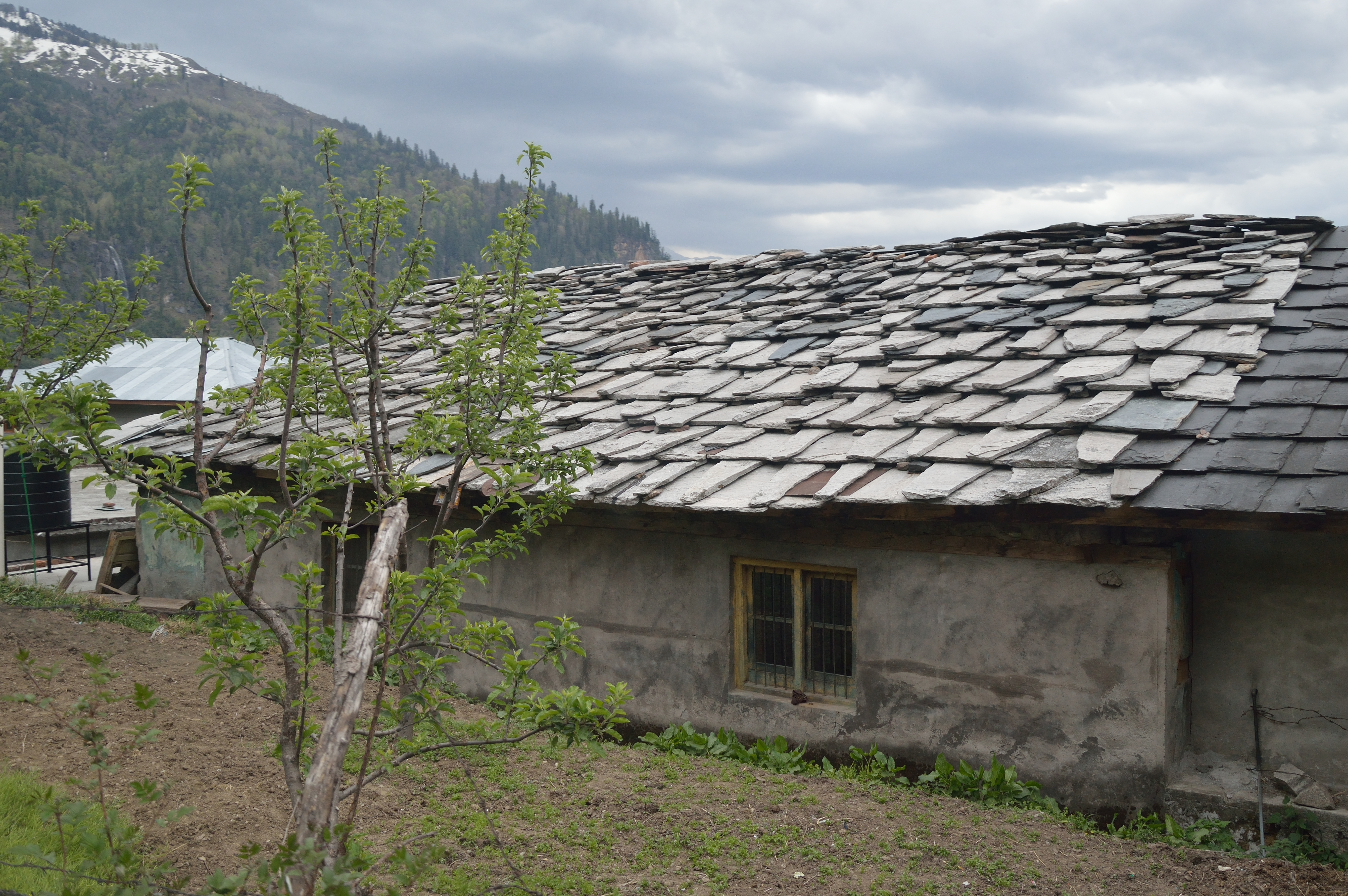
Đá được sử dụng làm vật liệu lợp ở Himachal Pradesh, Ấn Độ
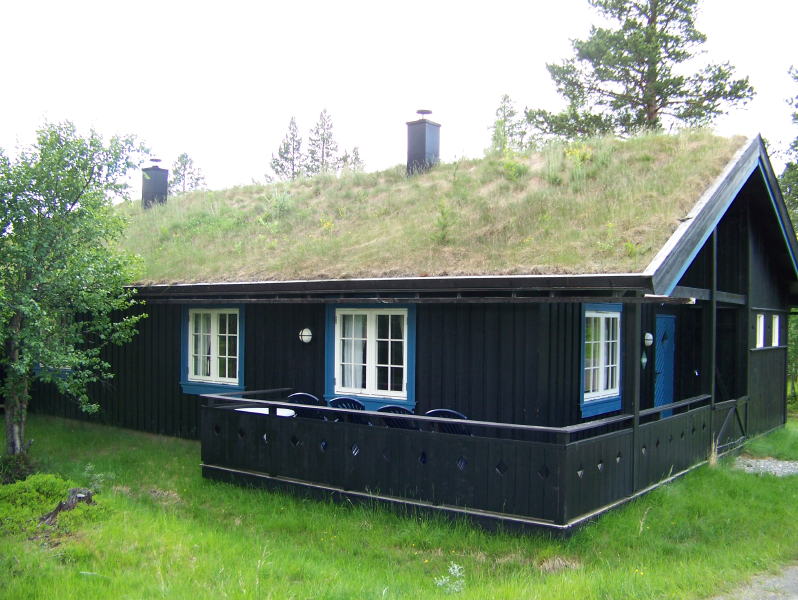
Mái cỏ ở Na Uy

## Hình dạng

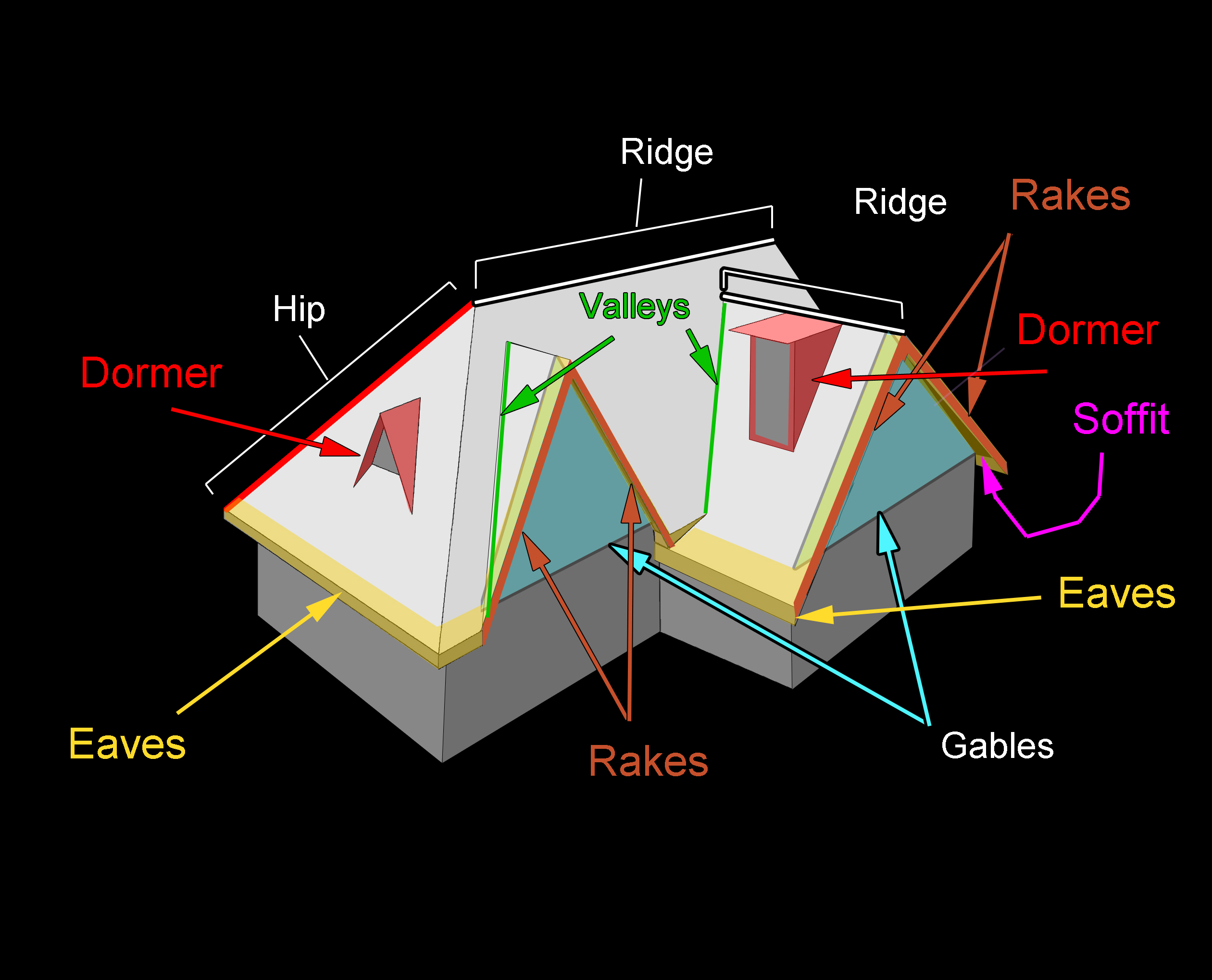
Các thuật ngữ về một số phần của mái nhà

Hình dạng của mái nhà khác nhau rất nhiều từ vùng này sang vùng khác. Những yếu tố chính ảnh hưởng đến hình dạng của mái nhà là khí hậu và các vật liệu sẵn có để xây dựng cấu trúc mái và lớp vỏ ngoài.
Các hình dạng cơ bản của mái nhà bao gồm mái phẳng, mái dốc một mặt, mái chữ A, mái Mansard, mái chóp, mái bướm, mái vòm và mái hình gốc. Có rất nhiều biến thể của những loại này. Mái nhà được xây dựng từ các phần phẳng có độ dốc được gọi là mái dốc (thông thường nếu góc độ vượt quá 10 độ). Mái dốc, bao gồm mái chữ A, mái chóp và mái dốc một mặt, chiếm số lượng lớn nhất trong các mái nhà gia đình. Một số mái nhà tuân theo các hình dạng tự nhiên, hoặc do thiết kế kiến trúc hoặc bởi vì một vật liệu linh hoạt như rơm rạ đã được sử dụng trong quá trình xây dựng.

## Trong văn hóa
Ở Việt Nam, có nhiều câu ca dao, tục ngữ, thành ngữ liên quan đến mái nhà như:

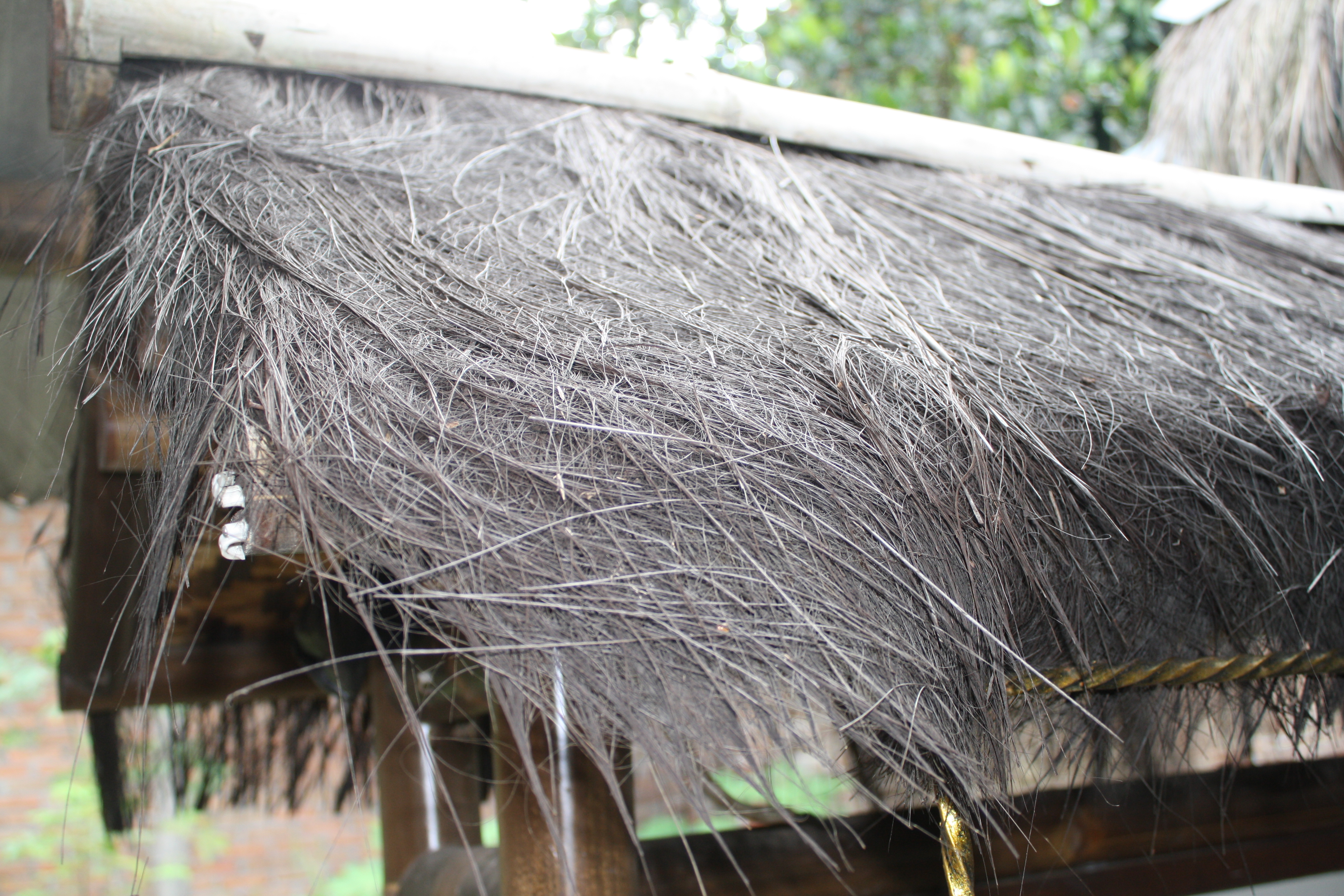
Một mái nhà tranh

"Con không cha như nhà không nóc" (ý chỉ vai trò của người cha cũng giống như mái nhà có chức năng che chắn, bảo vệ)
"Nhà dột từ nóc" (Ám chỉ những hậu quả, tiêu cực có nguyên nhân từ sự chỉ đạo, lãnh đạo bên trên)
"Thứ nhất vợ dại, thứ hai nhà dột, thứ ba nợ đòi" (tổng kết ba nổi khổ trong đời người đàn ông).
Ngoài ra lúc còn làm việc tại Việt Nam, huấn luyện viên Alfred Riedl khi nhận xét bóng đá Việt Nam đã có câu phát biểu nổi tiếng: "Bóng đá Việt Nam xây nhà từ nóc".